# آدیومیتد
آدیومیتد وب‌گاهی است از نوع شبکه‌های اجتماعی که برای آهنگ‌سازان و خوانندگان مستقل و هواداران آنها برخط شده‌است. ثبت نام و هزینه در این وب‌گاه رایگان می‌باشد. دفتر مرکزی این وب‌گاه میامی واقع در فلوریدا است.